# Prihodi
Prihodi este o localitate din comuna Jesenice, Slovenia, cu o populație de 97 de locuitori.